# Hippopodius hippopus
Hippopodius hippopus är en nässeldjursart som först beskrevs av Forskål 1776.  Hippopodius hippopus ingår i släktet Hippopodius och familjen Hippopodiidae. Arten är reproducerande i Sverige. Inga underarter finns listade i Catalogue of Life.